# خبز الموز

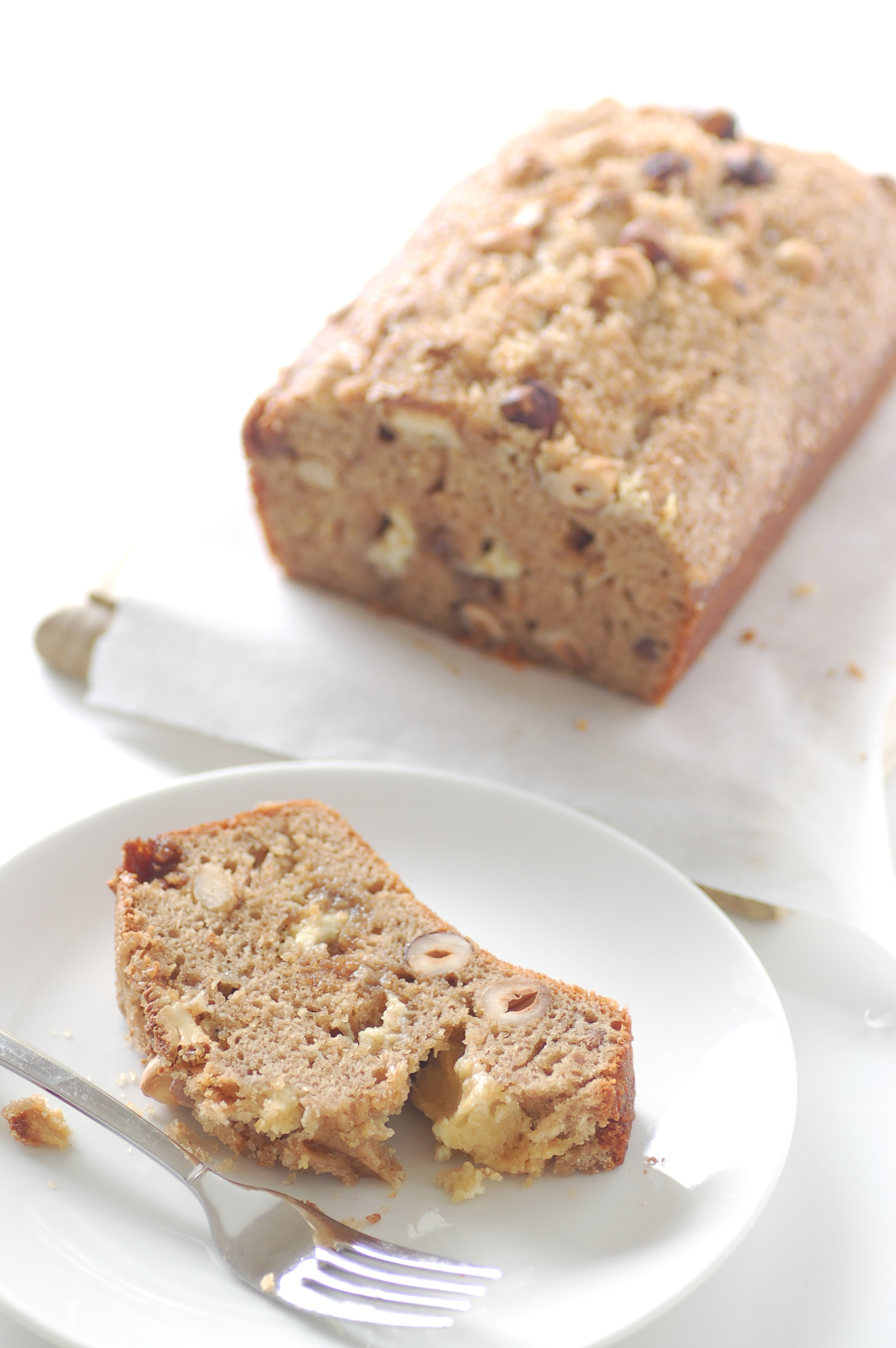
قطعة من بنانا بريد على صحن

بنانا بريد أو خبز الموز (بالإنجليزية: Banana bread)‏ نوع من الخبز الأمريكي، يتميّز بطراوته وبطعمه الغني بالموز. يحضّر من الموز، البيض، السكر، الزيت، الحليب، الدقيق، البايكنغ باودر والفانيليا.

## المحتوى الغذائي
تحتوي قطعة البنانا بريد (200غ تقريباً) بحسب موقع shahiya، على المعلومات الغذائية التالية:
- السعرات الحرارية: 648
- الدهون: 21
- الدهون المشبعة: 3
- الكوليسترول: 256
- الكاربوهيدرات: 102
- البروتينات: 14

## معرض صور

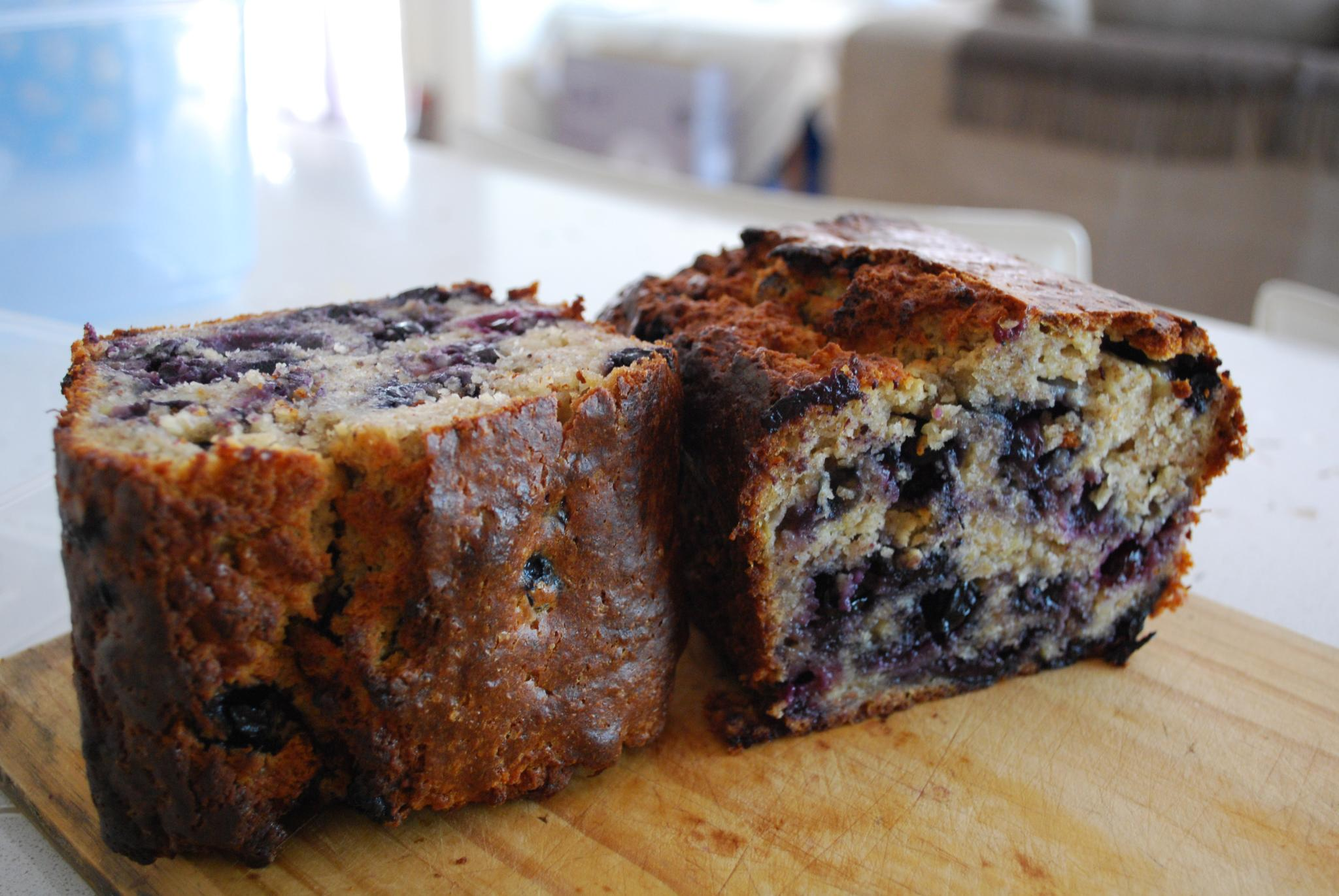
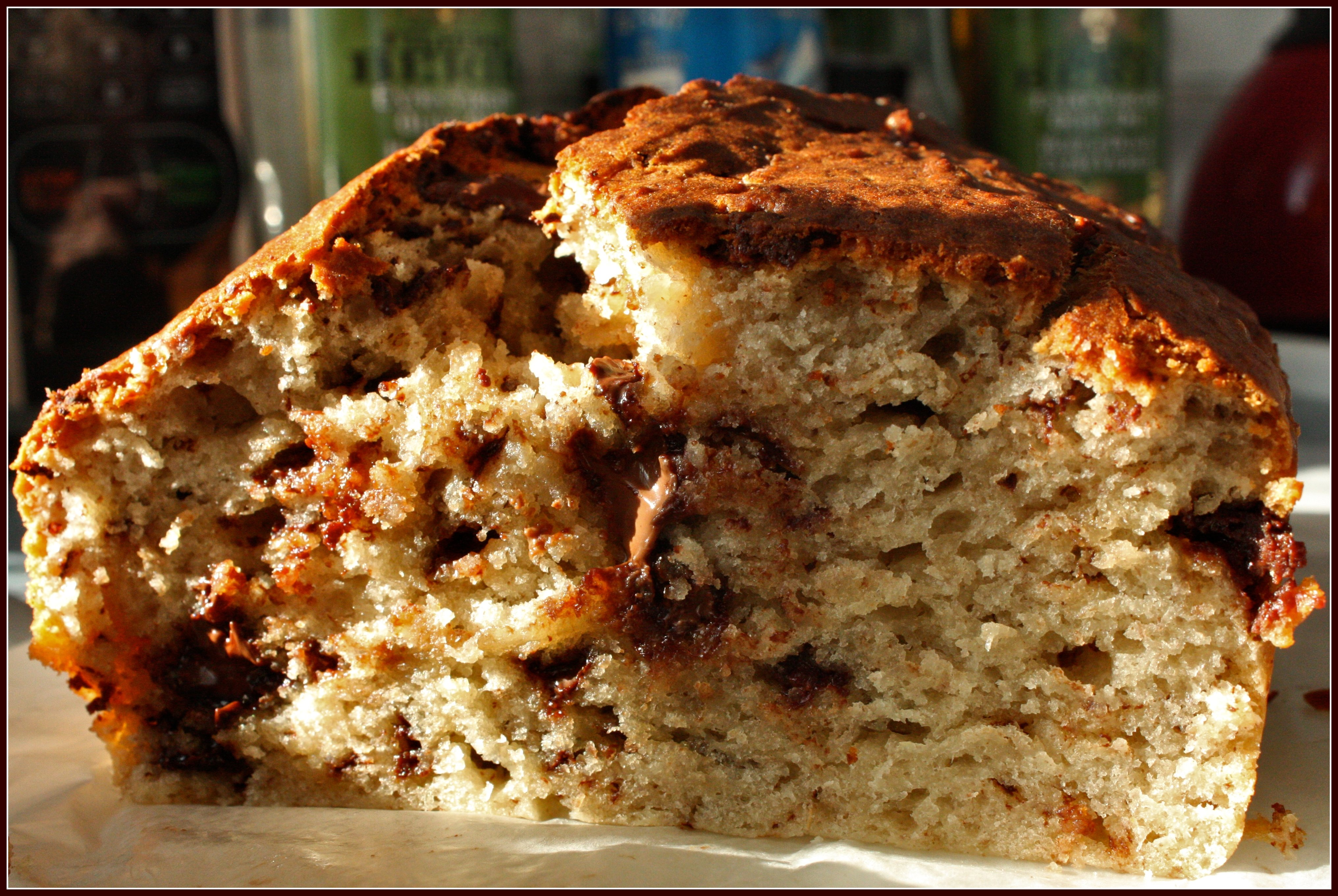
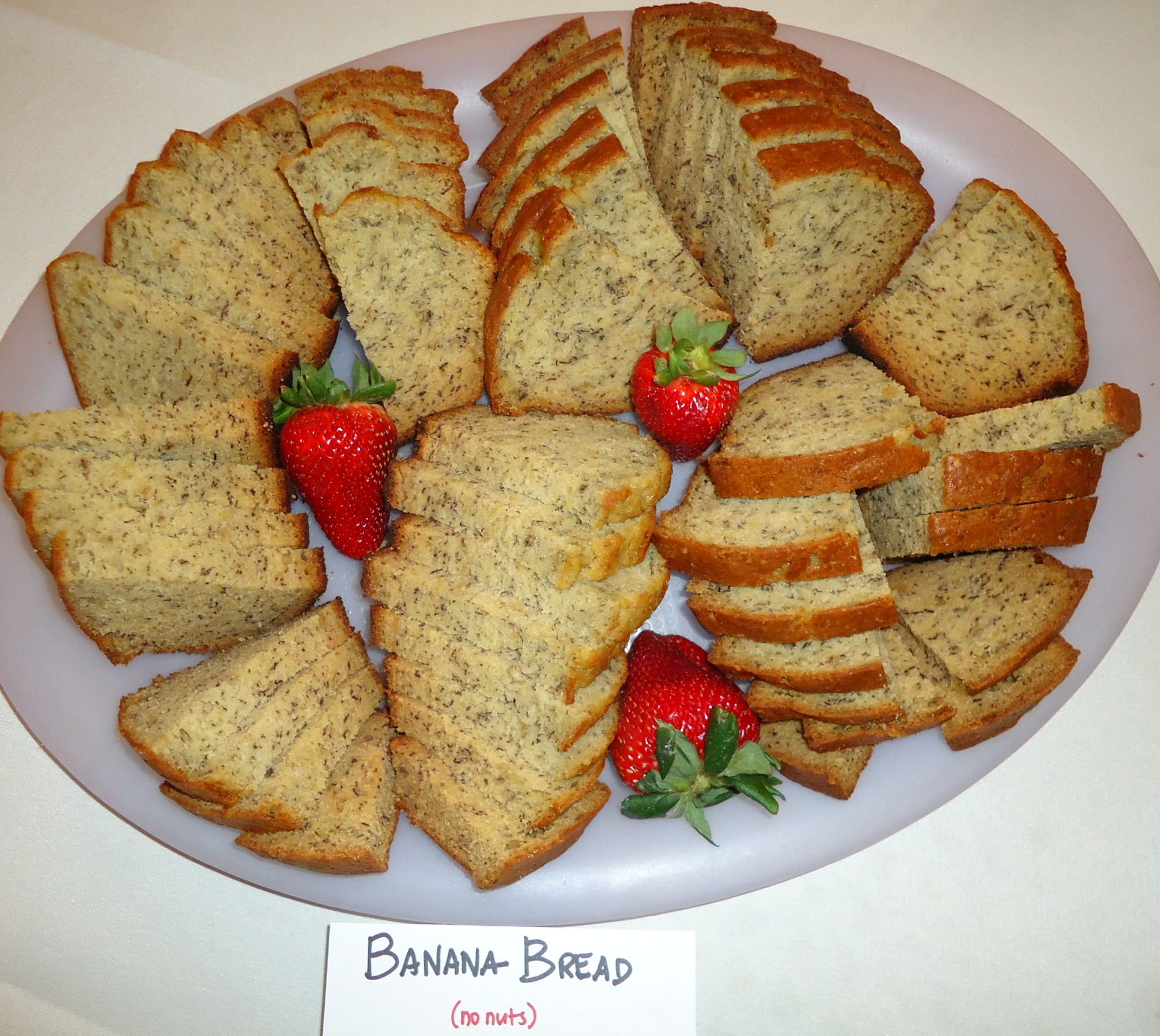

## وصلات خارجية
وصفة البنانا بريد مع معلوماتها الغذائية